# Zosteropoda
Zosteropoda là một chi bướm đêm thuộc họ Noctuidae.

## Loài
- Zosteropoda clementei Meadows, 1942
- Zosteropoda elevata Draudt, 1924
- Zosteropoda hirtipes Grote, 1874